# 女太监
《女太监》（英語：The Female Eunuch），是一本出版于1970年的女权主义著作，作者是澳大利亚学者杰梅茵·格里尔。格里尔认为，传统的郊区生活、消费主义和核心家庭模式，造成了对女性的性压抑，并最终使得女人脱离正轨，变成她所描述的“女太监”。本书是女权主义运动中的重要文本，已被翻译成11种语言。该书的续作《完整的女人》（The Whole Woman）于1999年出版。

## 概述
与早期的女权主义者不同，格里尔在书中运用幽默、大胆和粗俗的语调，直接而坦诚地描述女人的性欲，并融合了学术研究与辩论这两种文体。在名为“身体”、“灵魂”、“爱”和“恨”的各个章节里，格里尔考察了女性对自我感知的历史定义，并批判了现代消费社会、“女人该有的样子”、以及刻板印象中的“男子气概”，她写道：“世界失去了灵魂，而我失去了性”。